# Неоимпресионизам
Неоимпресионисти су део постимпресионистичког правца у сликарству, наследника импресионизма. Неоимпресионизам се издваја од постимпресиониза на плану сликарске технике коју користи, а која се назива поентилизам или дивизионизам. Иако користе ову нову технику, сликари неоимпресионисти се интересују за исте теме савременог живота као и постимресионисти: урбани пејзажи, предграђа, обале мора. Најпознатији представници неоимпресионизма су Жорж Сера и Пол Сињак.
Сликар Жорж Сера, оснивач неоимпресионизма, продубљује савремене теорије о бојама, и замењује дотадашњу праксу мешања боја на палети или директно на платну, постављањем безброј издвојених тачака чисте боје директно на платно. Утисак целовитости форме се добија оптичким мешањем које настаје у оку посматрача.
Неки од сликара неоимпресионизна су прошли кроз фазу импресионизма. Неоимпресионизам представља у исто време његов даљи развој и касну фазу, односно реакцију на импресионизам. Сера је покушао да слици врати форму, угрожену дотадашњом праксом импресиониста. То је постизао примењујући ниски извор светлости и издужене сенке. 
Сера је своју технику називао дивизионизам. Пол Сињак, који након смрти Сера стаје на чело покрета, је ову технику називао поентилизам. 